# Элотах мак Фаэлхон
Элотах мак Фаэлхон (др.‑ирл. Élothach mac Fáelchon; погиб в 732 или 733) — король Уи Хеннселайг (Южного Лейнстера) в 727—732/733 годах.

## Биография
Согласно средневековым генеалогиям, Элотах был сыном Фаэлху и внуком Фаэлана мак Силайна, правившего Уи Хеннселайг в середине VI века. Элотах получил власть над Южным Лейнстером в 727 году, став преемником погибшего в сражении Лайдкнена мак Кона Меллы. В списке королей Уи Хеннселайг в «Лейнстерской книге» он наделён семью годами правления. Согласно этому свидетельству, Элотах должен был владеть королевским титулом до 732 или 733 года. Он погиб в сражении при Оэнбети. Его победитель, Аэд мак Колгген, стал новым правителем Уи Хеннселайг.
Потомки Элотаха мак Фаэлхона, известные в средневековье как септ Сил Эладайг, владели землями на территории современного графства Уиклоу.